# Strangolagalli
Strangolagalli là một đô thị ở tỉnh Frosinone trong vùng Lazio, có vị trí cách khoảng 90 km về phía đông nam của Roma và khoảng 12 km về phía đông nam của Frosinone. Tại thời điểm ngày 31 tháng 12 năm 2004, đô thị này có dân số 2.552 người và diện tích là 10,5 km². Đô thị này nằm ở sườn núi Ernici, hướng về phía sông Liri. Kinh tế chủ yếu dựa vào nông nghiệp.
Strangolagalli giáp các đô thị: Arce, Boville Ernica, Ceprano, Monte San Giovanni Campano, Ripi.
Các phát hiện khảo cổ tại đây cho thấy Strangolagalli đã là một khu định cư La Mã cổ đại. Năm 1915, đô thị này bị động đất phá hủy.